# 梅里特湖
美麗湖，是加利福尼亚州的奥克兰城区东部的潮汐潟湖。它是美国的第一座官方野生动物保护区，在1870年就已被认定。从1963年开始被列入美國國家歷史名勝，1966年被列入美国國家史蹟名錄。湖以长满草的海岸为特色，几座人工岛是鸟类的栖息地。湖的周长是3.4英里（5.5），面积是155英畝（63公頃）。